# Gregory Michael
Gregory Michael (* 30. Mai 1981 in Philadelphia, Pennsylvania) ist ein US-amerikanischer Schauspieler.

## Leben
Michael besuchte die La Salle College High School in Wyndmoor, Pennsylvania. Danach studierte Michael Theaterwissenschaften an der Pennsylvania State University. Er spielte Theater für Atlantic Theatre Company und Tisch School of the Arts & The Barrow Group Theater Company. Michael war als Figurendarsteller für die Walt Disney Company in Orlando (Florida) bei Walt Disney World tätig. Im Fernsehen erschien Michael erstmals in der Walt Disney World Christmas Day Parade. Michael spielte des Weiteren in der CBS-Seifenoper Jung und Leidenschaftlich – Wie das Leben so spielt die Rolle von Clark Watson im Fernsehen, die Rolle des Kevin Archer in der Fernsehserie Dante’s Cove, eine Serie, die von einem jungen schwulen Paar handelt, und die Rolle des Grant in der ABC-Seifenoper Greek. Michael lebt gegenwärtig in Los Angeles.

## Filmografie (Auswahl)
- 2012: How I Met Your Mother
  - Episode: Trilogy Time (2012)
- 2009: Greek
- 2008: The Lovers
- 2005–2007: Dante’s Cove
- 2005–2006: Just Legal
  - Episode: The Rainmaker (2006)
  - Episode: The Limit (2005)
- 2006: Running Out of Time in Hollywood
- 2003–2004: Jung und Leidenschaftlich – Wie das Leben so spielt